# Vodní mlýn Dašice
Památkově chráněný areál vodního mlýna v Dašicích se nalézá na nároží Komenského a Štenclovy ulice ve městě Dašice v okrese Pardubice. Areál je tvořen zděnou renesanční stavbou mlýna s dochovanou sgrafitovou výzdobou a mansardovou střechou, budovou válcového mlýna z roku 1911, propojenou přes náhon s elektrárnou s renesanční budovou mlýna a kvalitní barokní pískovcovou sochou svatého Jana Nepomuckého z roku 1746.

## Historie mlýna
Novorenesanční vodní mlýn v Dašicích je zmiňován již v 15. století. Byl vybudován spolu s rybníkem na levobřežním náhonu, vedeném z řeky Loučné. Mlýn byl vystavěn na levém břehu náhonu, na pravém břehu pak pila, později doplněná zařízením na čerpání vody.
V roce 1900 nechal mlynář Jan Prokeš před mlýnem instalovat sochu sv. Jana Nepomuckého. Spolu se svým synem Ladislavem (1882 – 1952) vybudoval po roce 1911 na pravém břehu náhonu mlýn nový, válcový, vybavený novým turbínovým zařízením.
V padesátých létech 20. století byl mlýn zastaven a upraven na míchárnu krmiv. Provoz míchárny krmiv skončil v roce 1986. V současnosti je provozována pouze vodní elektrárna.

## Popis
Jedná se o novorenesanční zděnou jednopatrovou, částečně podsklepenou budovu na půdorysu L, s dochovanou sgrafitovou výzdobou a mansardovou střechou s drobnými valbovými vikýři na východním křídle. Zdivo je převážně cihelné, sokl z kamenných kvádrů s profilovanou horní hranou.
Nová budova válcového mlýna je se starší částí propojena krátkým krčkem strojovny. Je to cihelná čtyřpodlažní stavba s nízkou sedlovou střechou, fasády člení cihelné liseny, sokl a kordovaná pásová římsa.
Celý areál mlýna s dochovaným konstrukčním řešením interiéru a zajímavým dřevěným portálkem představuje významnou technickou památku.

## Galerie

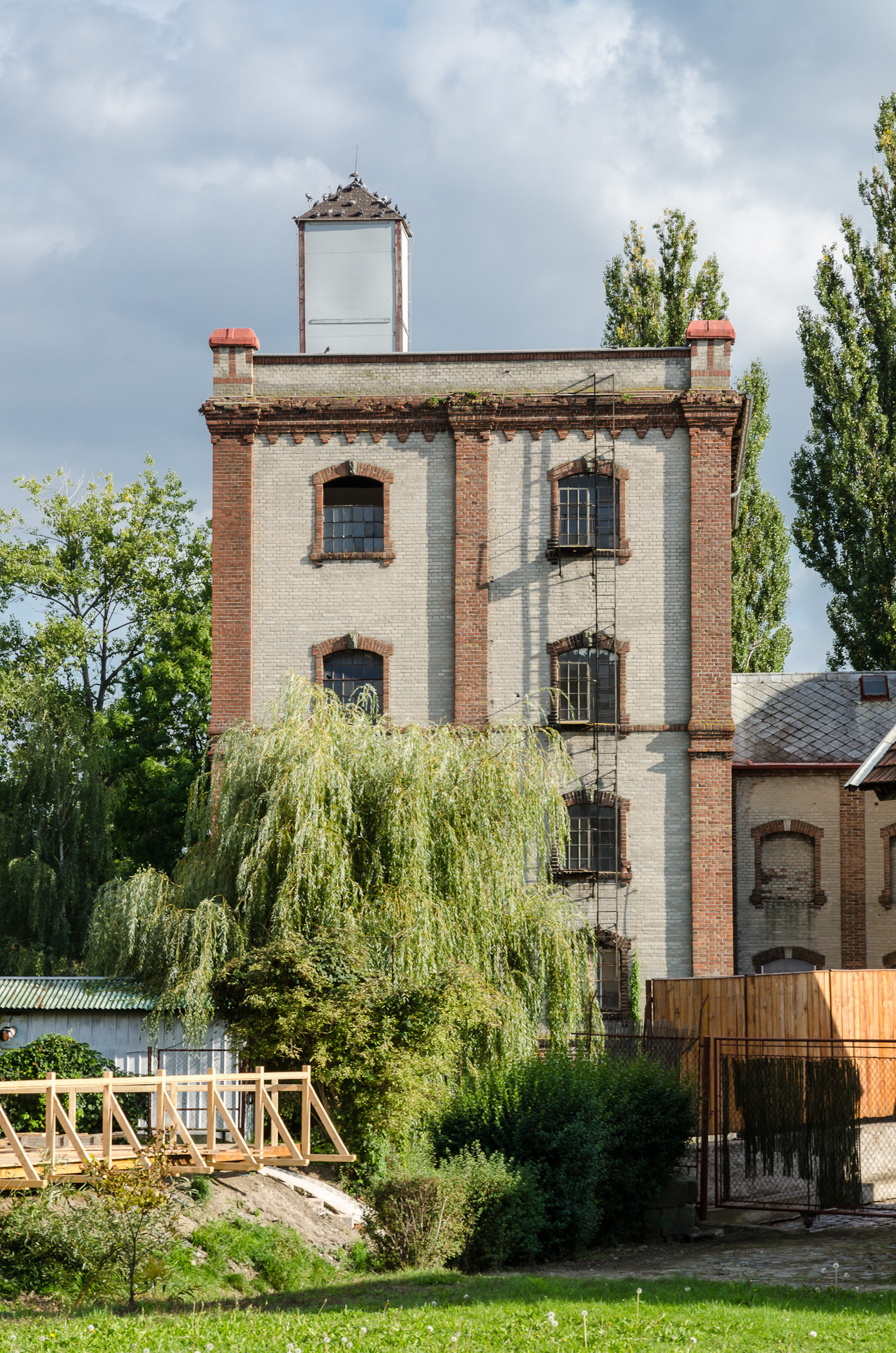
Vodní mlýn v Dašicích - nový válcový mlýn
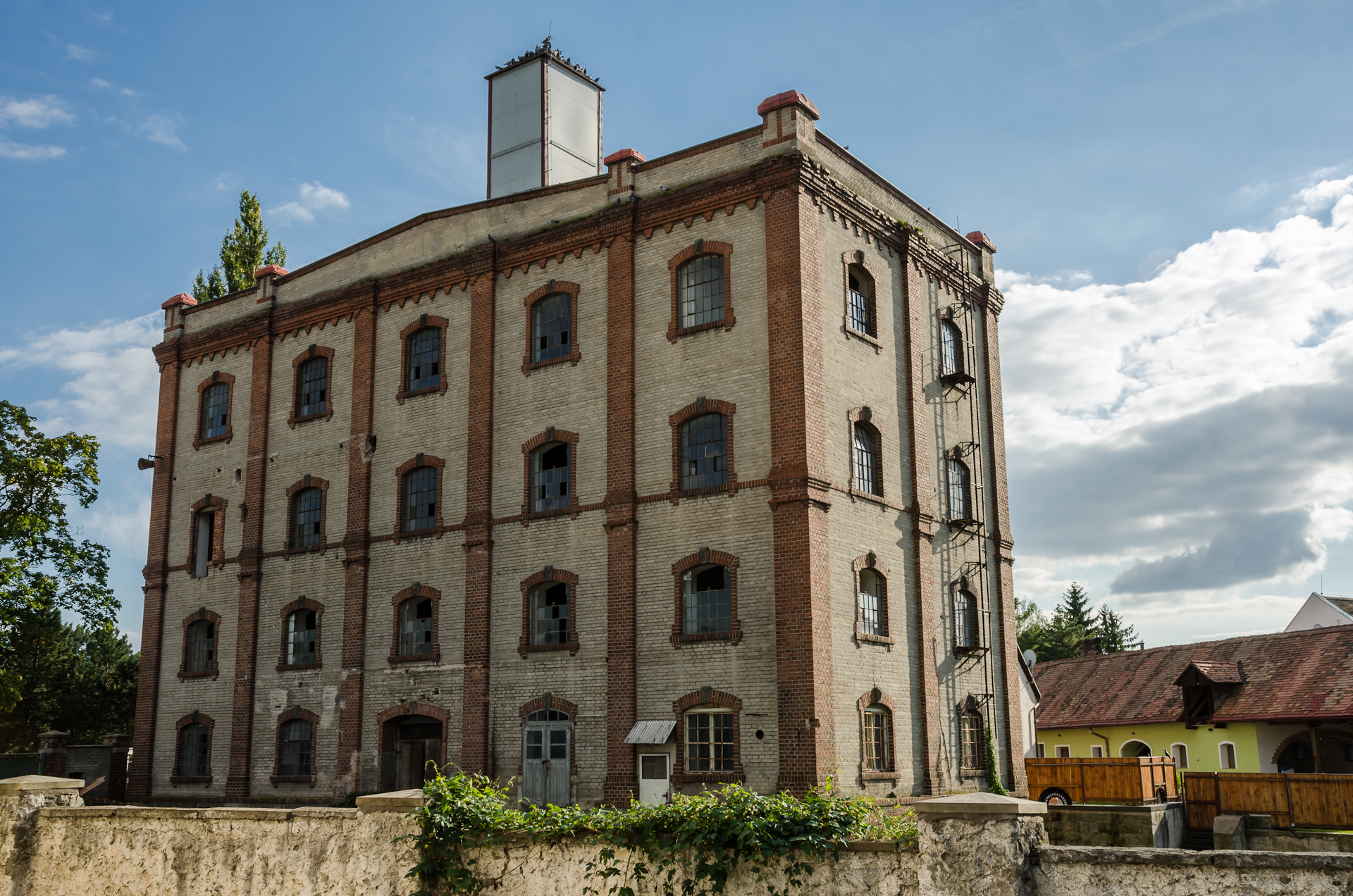
Vodní mlýn v Dašicích - nový válcový mlýn
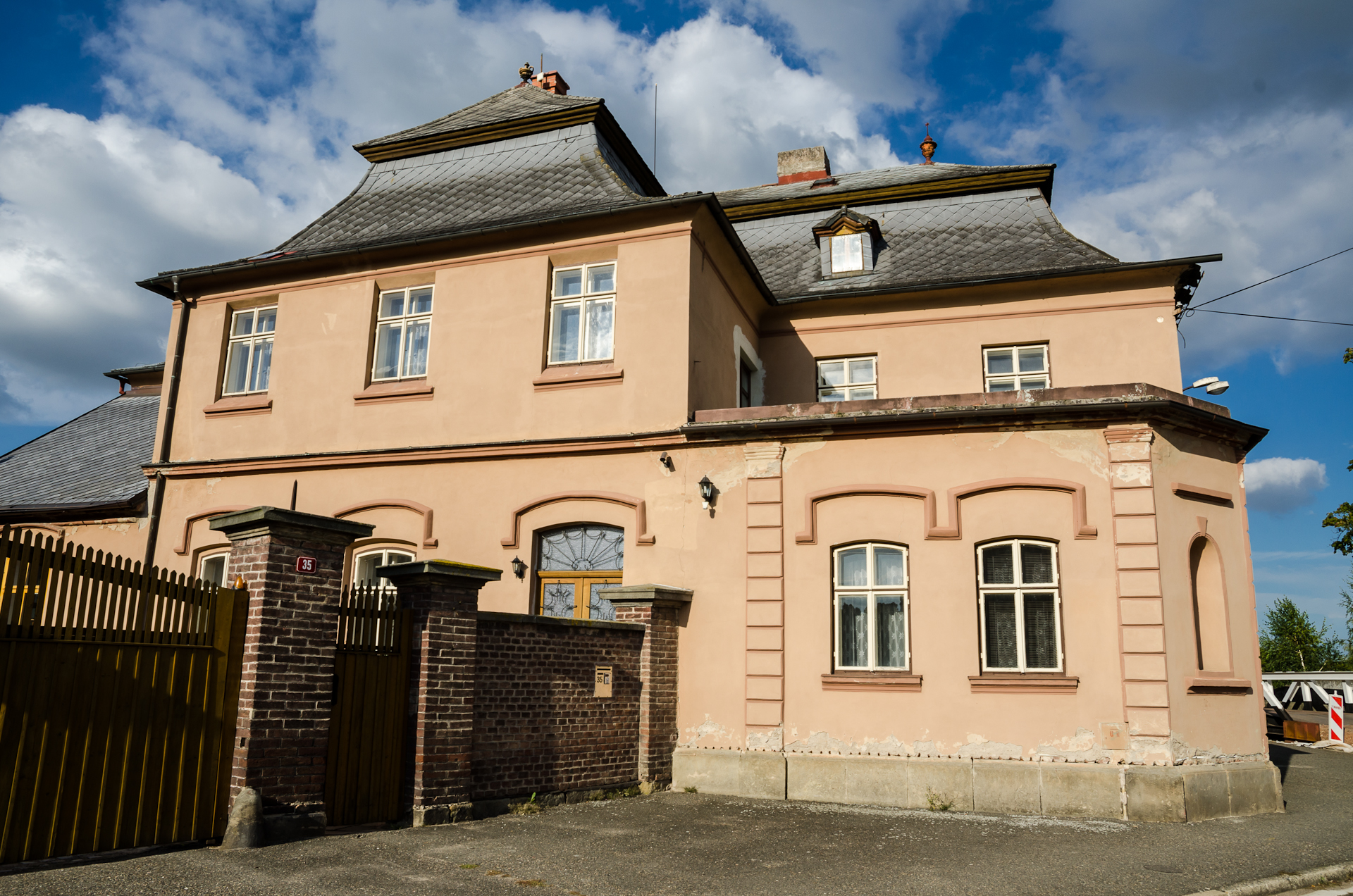
Vodní mlýn v Dašicích - starý mlýn